# New York, Rio, Rosenheim
New York, Rio, Rosenheim ist das sechste Studioalbum der Band Sportfreunde Stiller. Es wurde am 24. Mai 2013 veröffentlicht.

## Hintergrund
Der Albumtitel ist bewusst an den Song New York – Rio – Tokyo von Trio Rio aus dem Jahr 1986 angelehnt. Die Band sagte dazu, Rosenheim sei gegenüber Tokio „sehr viel reizvoller“. „Rosenheim steht halt schon da als Bild, es gehört zwar zu München, ist aber konservativer, vielleicht auch ein bisschen spießiger.“ Das Titelstück ruft dazu auf, aus sich herauszugehen und sich mit anderen verbunden zu fühlen, auch wenn man in einer Kleinstadt lebt.

## Titelliste
Neben der Standardversion mit zwölf Titeln erschien auch eine Spezialausgabe des Albums als Doppelalbum mit zwei Bonustracks sowie einer Bonus-CD mit fünf Alternativversionen von Titeln des Albums.
| #   | Titel                                                    | Länge |
| --- | -------------------------------------------------------- | ----- |
| 1.  | Hymne auf Dich                                           | 3:42  |
| 2.  | Wenn Pferde schlafen                                     | 3:06  |
| 3.  | Applaus, Applaus                                         | 3:28  |
| 4.  | New York, Rio, Rosenheim                                 | 3:10  |
| 5.  | Unter unten!                                             | 3:28  |
| 6.  | Es muss was Wunderbares sein (von mir geliebt zu werden) | 3:59  |
| 7.  | Clowns & Helden                                          | 3:24  |
| 8.  | Festungen & Burgen                                       | 3:12  |
| 9.  | Wieder kein Hit                                          | 3:07  |
| 10. | Lederjacke                                               | 2:51  |
| 11. | Let’s Did It!                                            | 2:16  |
| 12. | Wunder fragen nicht                                      | 3:30  |
| 13. | 1x Du (Bonus)                                            | 2:43  |
| 14. | Mein Herz, es steht in Flammen (Bonus)                   | 2:59  |

Bonus-CD:
| #  | Titel                                                | Länge |
| -- | ---------------------------------------------------- | ----- |
| 1. | New York, Rio, Rosenheim (London, Quito, Stadelheim) | 2:53  |
| 2. | Eine Hymne auf dich (Bavaria-Studio-Sessions)        | 3:06  |
| 3. | Applaus, Applaus (Rüdi-Claydermann-Version)          | 3:31  |
| 4. | Wunder fragen nicht (Version „Lourdes“)              | 3:21  |
| 5. | Unter unten! (Peer-Version)                          | 3:22  |